# トゥルー・クライム：STREETS OF LA
『トゥルー・クライム：STREETS OF LA』（True Crime: Streets of LA）は、アメリカのアクティビジョン社（制作はルクソーフラックス）から発売されたコンピュータゲームソフト。トゥルー・クライムシリーズの第1作目にあたる。
2003年11月3日にPS2、Xbox、GCをプラットフォームとした北米版が発売され、その後も携帯ゲーム、Windows、Mac版で発売された。日本語はカプコンから2004年10月28日にPS2、Xbox用ソフトとして発売された。
PC版ではマルチプレイや新キャラクター、ビデオや音楽などの新しい要素がいくつか追加されている。

## 概要
『グランド・セフト・オートIII』の後に発売されたオープンワールド系のゲームの1つであるが、GTAシリーズのように犯罪者である主人公を中心にストーリーを進めていくのではない。主人公は警察側の人間であり、法執行者側の視点からストーリーが進む。舞台はロサンゼルス。プレイヤーは主人公であるニック・カン捜査官を操作し、自由行動時は街中で発生する様々な事件に対処することができる。
ゲーム内で起こすプレイヤーの行動に対して、モラルの良い行動の場合はグッドポイント、悪い場合はバッドポイントが与えられ、評価が下される。わかりやすい例として自由行動時の例を挙げると、犯人がプレイヤーに危害を加えていないにもかかわらず殺害してしまうと、バッドポイントとなりポイントを減らされる。逆に犯人に致命傷を負わせずに逮捕できたならグッドポイントとなりポイントが増える。また、犯罪の内容が銃撃戦の場合、犯人を射殺してもバッドポイントにはならない。しかし、その銃撃戦に治安維持部隊（警官やSWATなど）が参加していて、犠牲者を出してしまった場合、バッドポイントになってしまう。そして、プレイヤーが良い警察官であるか、悪い警察官であるかがストーリーに影響し、それぞれ3つのエンディングが用意されている。
このゲームはしばしば「主人公が警察になっただけでGTA3のパクリ」と言われることがある。これは、ゲームシステムが基本的に同じ、すなわち街中で自由に暴れながらストーリーを進めるといったやり方であるからなのだが、警察側の人間を操作することによるGTAシリーズとの違いは幾つか見受けられる。
一番の違いは、たとえ犯罪行為を犯したとしても、それによるプレイヤーへの影響はGTAシリーズに比べると少ない。例えば、カンが市民から車を奪取しても、取り締まられるといったことはない。グッドポイントを失ったとしても、すぐにそのポイントは取り戻すことが可能である。しかし、無闇に人を殺したり、警官を攻撃したり、無抵抗の犯人を殺すなどしてバッドポイントを貯め続けると、バッドゲージが増える。ゲージが増えすぎると時間経過でポイントが減るまで警察に追われることになる。
プレイヤーが事件を解決するとポイントが貯まり、一定以上になるとランクが上がる。それによって銃器の取り扱いや、運転、格闘技に関するものなど、様々な新しいスキルを獲得できる。また、ミッションに失敗してもストーリーを進めることができるのも特徴である。

## あらすじ

### ストーリー
中国系アメリカ人のニコラス・カン（ニック）は、ロサンゼルスで活躍する刑事である。彼は容疑者を捕らえる際、いつも型破りで、まわりに被害をおよぼすような方法を取ることから、上司の悩みの種であった。ゲーム開始時、彼は停職（被疑者追跡中に上司の命令に背いたのが理由）から復帰し、ロサンゼルスの街に舞い戻るところである。
E.O.D（精鋭作戦部：Elite Operations Division）のチーフは、ニックが警察署の射撃場で二丁拳銃さばきを練習していたのを見て、ニックを再びE.O.D.に入れることにした。チャイナタウンでの一連の爆弾騒ぎの解決のためには、彼の協力が必要であった。一連の騒ぎは一見、脈絡の無いように見えた事件だったが、トライアドが捜査線上に浮上してきた。当初、あまり乗り気でなかったニックはチーフに「自分のやり方でやっていいのであれば尽力する」と言った。ニックの悪評をチーフも知っていたが、背に腹は代えられず、チーフはOKを出した。
チーフはニックの相棒にロージーを付けたが、ニックがロージーをからかったこともあって、ロージーとニックの仲は悪かった。局内の他の同僚と同じく、ロージーもニックの評判に対して良い印象を持ってなかった。ニックの破天荒ぶりから、ロージーは、自身もそのとばっちりをくらうのではないかと心配しており、彼とあまり関わりたくなかったのだ。
しかし、ニックにも隠された過去があった。彼の父親、ヘンリーは優秀な刑事で、1970年代には大規模な麻薬の取引に関わっていた。ある日、ヘンリーは行方不明になり、直後、潜入捜査官がヘンリーのロッカーからコカインを発見する。それによりヘンリーの刑事としての地位と名誉が揺らぐことになった。ニックの両親が行方不明になったとき、ニックと彼の弟、ケアリーは一度香港に逃避行をしたが、事件を解決しながら真相を知るため、ニックは香港から戻ってきた。その中で彼のやり方はどんどん過激にならざるをえなかった。父親が行方不明になってから、ニックはカンという名前をまとった。
ニックは、トライアド、ジミー・フー、ビッグ・チョン、フー爺さん、ロシアン・マフィアのロッキー、朝鮮人民軍の将軍キム・ハンユーなどの犯罪者を捕え、ロサンゼルスの脅威を鎮圧していった。
ゲーム中では、ニックの行動によって物語は3つに分岐する。どのエンディングでも最終的には一対一の格闘戦がある。

### 登場人物
ニコラス・カン Nicholas "Nick" Kang-Wilson
声 - ラッセル・ウォン/楠大典
ゲームの主人公で、E.O.D.捜査官。通称"ニック"。捜査中に問題を起こしたらしく、停職処分となっていた。実名はニコラス・ウィルソンだが、少年期に父親が失踪し、名前をカンに変えた。
ケアリー・ウィルソン Cary（Kang）Wilson
声 - リュン・ユー/土田大
ニックの弟。ロサンゼルスでいくつもの道場を開いているが、ニックとマフィアの闘争の過程で誘拐される。ストーリーの分岐によっては死亡する。
ヘンリー・ウィルソン Henry Wilson
ニックとケアリーの父親。かつてはラファティーとともに潜入捜査を行っていたが、ロッキーによって殺害される。
ロージー・ベラスコ Rosie Velasco
声 - ミシェル・ロドリゲス/浅野まゆみ
ニックの相棒兼お目付け役の女性エリート刑事。ニックとは犬猿の仲。ニックの相棒になるはずだったが本人が嫌がり、ニックの監視役となった。
チーフ Chief Wanda Parks
声 - CCH・パウンダー/磯辺万沙子
ニックとロージーの上司である黒人女性。冷静沈着。
マスターソン FBI Agent Masterson
声 - ゲイリー・オールドマン/納谷六朗
FBI捜査官。ニックのやり方に反感を持っている。偽札の出所をニックらを使って、極秘に捜査していた。
ウー爺さん Ancient Wu
声 - ジェームズ・ホン/チョー
チャイナタウンの地下に住む長老。ニックが追う事件の秘密を知っているらしい。年齢は342歳。いろいろ魔法を使える。
ビッグ・チョン Big Chong
声 - キーオン・ヤング/天田益男
チャイニーズマフィアのボス。チャイナタウンのパゴタレストランに拠点を構えている。
ロッキー Rasputin "Rocky" Kuznetskov
声 - ゲイリー・オールドマン/石塚運昇
大柄なロシアン・マフィアのボス。ウェスト・ハリウッド地区にあるロシアンスパを経営している。偽札を製造し、製造過程で邪魔になったニックの注意をそらすため、チャイニーズマフィアにケアリーを誘拐させた。ヘンリーを殺害した張本人。
キム・ハンユー Han Yu Kim
声 - マコ岩松/塚田正昭
朝鮮人民軍の将軍（日本語版トゥルー・クライムでは某国軍の将軍となっているが、英語版ではNorth Korea Army、北朝鮮陸軍の将軍と字幕表示される）。ロシア、中国と組んで偽札を作っていた。容姿はMr.マリックをイメージしている模様。
ラファティー Don Rafferty
声 - マイケル・マドセン/小室正幸
ロッキーと組んだ警官。元KGB。かつてはヘンリーと共に潜入捜査を行っていた。ロッキーがニックを射殺しようとした際に、良心の呵責からか、ニックをかばって死亡した。
ジョージ George
声 - ?/中庸助
E.O.Dの中年装備担当官。ニックに銃器を支給する。
ジョンソン Johnson
ロス市警の警官。粗暴な性格で、ニックを嫌っている。なお、ロス市警の警官の容姿は彼がベースになっている。

## ロサンゼルス
このゲームの舞台はロサンゼルスであり、240-平方マイル (620 km2)もの規模で、ロサンゼルスの大部分を再現している。ビバリーヒルズやサンタモニカの地域や、観光地、ほとんどのフリーウェイや大通りも忠実に再現している。エリア外には通常は行くことはできず、行こうとすると強制的に直近のエリア内の通り上に戻されるが、PC版でMODを用いれば行くことは可能である。

## サウンドトラック
トゥルー・クライムの収録曲はおよそ50曲あり、PC版ではこれに加えて新たな曲も収録されている。この曲を収録したサウンドトラックが海外では販売されている。ゲーム自体はレーティングがされているが、サウンドトラックの購入には年齢制限はない。しかしながら、曲中には青少年には不適切と思われる言動、歌詞も含まれている。同じゲームジャンルである『GTAIII』や『GTA:VC』のサウンドトラックには、そのような不適切な歌詞が含まれた曲は使用されていない。
発売元はヴァイブスクワッド・エンターテインメント/コッホ・レコーズ（Vybesquad Entertainment / Koch Records）。このサウンドトラックは2004年、ビルボード・デジタル・アワードのベスト・サウンドトラック・イン・ビデオ・ゲーム（Billboard Digital Award/ Best soundtrack in a Video Game）を受賞し、また、同年、MTVが開催する世界最大の音楽イベント、MTV・ビデオ・ミュージック・アウォーズではベスト・サウンドトラック・トゥ・ア・ビデオ・ゲーム（Best Soundtrack To a Video Game）にもノミネートしている。なかでもリッチ・ナイルズ（Rich Niles）編曲、スヌープ・ドッグ（Snoop Dogg）も携わった『Dance Wit Me』という曲は、サウンドトラックからシングル曲として取り出され、ラジオで流された。

## 評判
海外でこのゲームは2004年、ソニー・グレイテスト・ヒッツ（Sony Greatest Hits：日本でいうPlaystation 2 the best、PS2のソフトの廉価版）、Xboxクラシックス（Xbox Classics：日本でいうXboxプラチナコレクション、Xboxのソフトの廉価版）、プレイヤーズ・チョイス（Player's Choice：ゲームキューブのソフトの廉価版）になった。シリーズ次回作としてトゥルー・クライム：ニューヨークシティ（True Crime: New York City）が2005年に発売されている。
ゲームに対する評価は各雑誌でまちまちだったが、比較的良い評価を得ている。メタクリティック（Metacritic）ではコンシューマ版には平均77点、PC版では68点をもらった。 GameSpotのレビューでは10点中7.2のスコアを獲得し、主人公やゲーム難易度について、辛口の評価コメントがなされている。IGNでは10点中9点を獲得している。